# Landratsamt Waltershausen
| Basisdaten                              | Basisdaten          |
| --------------------------------------- | ------------------- |
| Bestandszeitraum                        | 1858–1922           |
| Verwaltungssitz                         | Waltershausen       |
| Fläche                                  | 396 km² (1910)      |
| Einwohner                               | 38.601 (1910)       |
| Bevölkerungsdichte                      | 98 Einw./km² (1910) |
| Gemeinden                               | 57                  |
|                                         |                     |
| Sachsen-Gotha mit seinen Landratsämtern |                     |

Das Landratsamt Waltershausen war von 1858 bis 1922 ein Verwaltungsbezirk im Herzogtum Sachsen-Coburg und Gotha und im Freistaat Sachsen-Gotha. Sein Gebiet gehört heute größtenteils zum Landkreis Gotha in Thüringen.

## Geschichte
Das Herzogtum Sachsen-Coburg und Gotha im Deutschen Kaiserreich wurde 1858 in selbständige Städte und Landratsämter gegliedert. Neben den drei selbständigen Städten Gotha, Ohrdruf und Waltershausen wurden im Gothaer Landesteil, dem Herzogtum Sachsen-Gotha, die drei Landratsämter Waltershausen, Ohrdruf und Gotha gebildet. Zum Landratsamt Waltershausen gehörten neben dem direkten Umland von Waltershausen auch die Exklaven Nazza mit Ebenshausen, Frankenroda und Hallungen sowie Neukirchen mit Lauterbach.
1918 wurde aus dem Herzogtum Sachsen-Gotha  der Freistaat Sachsen-Gotha, der wiederum am 1. Mai 1920 im neuen Land Thüringen aufging. Bei einer umfassenden Gebietsreform zum 1. Oktober 1922 wurde das Landratsamt Waltershausen aufgelöst:
- Die Stadt Ruhla sowie die Gemeinden Deubach, Ebenshausen, Ettenhausen, Frankenroda, Hallungen, Hastrungsfeld, Kahlenberg, Kälberfeld, Lauterbach, Nazza, Neukirchen, Sättelstädt, Schönau an der Hörsel, Sondra und Thal kamen zum neuen Landkreis Eisenach
- Die Stadt Friedrichroda und alle übrigen Gemeinden kamen zum neuen Landkreis Gotha.

## Landräte
- 1859–1869 Friedrich Wilhelm Regel
- 1907–1914 Richard Leutheußer
- 1914–1922 Wilhelm Gläser

## Einwohnerentwicklung
| Jahr      | 1900   | 1910   |
| Einwohner | 35.597 | 38.601 |

Einwohnerzahlen der Städte des Landratsamts Waltershausen (Stand 1910):
| Friedrichroda | 4.711 |
| Ruhla         | 3.966 |

## Städte und Gemeinden
| - Altenbergen - Brüheim - Burla - Cabarz - Catterfeld - Craula - Cumbach - Deubach - Ebenheim - Ebenshausen - Eberstädt - Engelsbach - Ernstroda - Ettenhausen - Finsterbergen | - Fischbach - Frankenroda - Friedrichroda, Stadt - Friedrichswerth - Fröttstädt - Gospiteroda - Großenbehringen - Großtabarz - Haina - Hallungen - Hastrungsfeld - Hörselgau - Ibenhain - Kahlenberg - Kälberfeld | - Kleinschmalkalden - Kleintabarz - Langenhain - Laucha - Lauterbach - Leina - Mechterstädt - Metebach - Nazza - Neukirchen - Oesterbehringen - Reichenbach - Rödichen - Ruhla, Stadt - Sättelstädt | - Schmerbach - Schönau an der Hörsel - Schwarzhausen - Sondra - Sonneborn - Thal - Tüngeda - Wahlwinkel - Wangenheim - Weingarten - Winterstein - Wolfsbehringen |